# Stanisław Mozol
Stanisław Mozol (ur. 29 maja 1896, zm. 18 grudnia 1978) – polski robotnik, poseł na Sejm PRL I kadencji.

## Życiorys
W latach 1946–1963 zatrudniony w gorzowskich Zakładach Włókien Sztucznych „Stilon” w charakterze ślusarza, potem kierownika oddziału. Był racjonalizatorem i głównym majstrem. W 1952 został wybrany uzyskał nominację posłem na Sejm PRL I kadencji w okręgu Gorzów Wielkopolski. Był członkiem Komisji Przemysłu. Odznaczony Orderem Sztandaru Pracy II klasy, Medalem 10-lecia Polski Ludowej (1955) oraz Odznaką „Racjonalizator Produkcji” (1953).